# Västerås Lundby församling
Västerås Lundby församling är en församling i Västerås pastorat i Domprosteriet i Västerås stift i Västerås stift i Svenska kyrkan. Församlingen ligger i Västerås kommun i Västmanlands län.

## Administrativ historik
Församlingen har medeltida ursprung under namnet Lundby församling som 1962 namnändrades till det nuvarande.
Församlingen utgjorde till 1 maj 1920 ett eget pastorat för att därefter till 1962 vara annexförsamling i pastoratet Västerås och Lundby och från 1962 till 2014 åter utgöra ett eget pastorat. Från 2014 ingår församlingen i Västerås pastorat.

## Organister
| Verksam   | Namn                   | Levnadstid | Övrigt                 |
| --------- | ---------------------- | ---------- | ---------------------- |
| 1838-1882 | Carl Erik Falk         | 1816-1882  | Organist och klockare. |
| 1884-1925 | Frans Gustaf Söderholm | 1852-1925  | Organist.              |
| 1925-1941 | Astrid Söderholm       | 1896-      | Organist.              |
| 1942-     | Karl-Gustaf Söderlund  | 1909-      | Organist.              |
| 1964      | –                      | –          | Vakant.                |

## Kyrkor
- Lundby kyrka
- Bäckbykyrkan
- Mikaelikyrkan
- Sparvens kapell